# May McAvoy
May McAvoy (Nueva York, 8 de septiembre de 1899-Los Ángeles, 26 de abril de 1984) fue una actriz cinematográfica estadounidense, cuya carrera transcurrió principalmente en la época del cine mudo. Entre sus principales papeles figuran los de Laura Pennington en The Enchanted Cottage, Esther en Ben-Hur, y Mary Dale en The Jazz Singer.

## Biografía

### Carrera
Nacida en la ciudad de Nueva York, al terminar el instituto, McAvoy actuó en su primer filme, titulado Hate, en 1917.
Tras participar en más de tres docenas de producciones, McAvoy coprotagonizó con Ramón Novarro y Francis X. Bushman el filme dirigido por Fred Niblo en 1925 Ben-Hur, estrenado por MGM. Este largometraje fue una de las más espectaculares y suntuosas producciones de la época del cine mudo.
Aunque su voz no se oía en The Jazz Singer, ella habló en varias otras producciones, entre ellas el segundo filme completamente hablado y estrenado por Warner Brothers, The Terror, el cual estaba dirigido por Roy Del Ruth y coprotagonizado por Conrad Nagel.
Durante años había corrido el rumor de que McAvoy se había retirado de la pantalla con la llegada del cine sonoro, con motivo de un ceceo u otro problema de pronunciación. Lo cierto es que se había casado con el tesorero de United Artists, que le pidió que no siguiera trabajando. 
Más adelante, volvió al cine para hacer pequeños papeles en los años cuarenta y cincuenta, siendo su última actuación una pequeña aparición en la versión de 1959 de Ben-Hur.

### Vida personal
McAvoy se casó con el banquero Maurice Cleary el 26 de junio de 1929, con el que tuvo un hijo, Patrick. La pareja se divorció en 1940.
May McAvoy falleció en Los Ángeles, California, en 1984, a los 84 años de edad, a causa de las secuelas de un infarto agudo de miocardio sufrido el año anterior. Fue enterrada en el Cementerio de Holy Cross, en Culver City, California.
Por su contribución a la industria del cine, a May McAvoy se le concedió una estrella en el Paseo de la Fama de Hollywood, en el 1731 de Vine Street.

## Filmografía
Cine mudo
- Hate (1917)
- To Hell with the Kaiser! (1918)
- A Perfect Lady (1918)
- I'll Say So (1918)
- Mrs. Wiggs of the Cabbage Patch (1919)
- The Woman Under Oath (1919)
- The Way of a Woman (1919)
- Love Wins (1919)
- My Husband's Other Wife (1920)
- The Sporting Duchess (1920)
- Man and His Woman (1920)
- The House of the Tolling Bell (1920)
- The Forbidden Valley (1920)
- The Devil's Garden (1920)
- The Truth About Husbands (1920)
- Sentimental Tommy (1921)
- A Private Scandal (1921)
- Everything for Sale (1921)
- Morals (1921)
- A Virginia Courtship (1921)
- A Homespun Vamp (1922)
- Through a Glass Window (1922)
- The Top of New York (1922)
- A Trip to Paramountown (1922)
- Clarence (1922)
- Kick In (1922)
- Grumpy (1923)
- Only 38 (1923)
- Her Reputation (1923)
- Hollywood (1923)
- West of the Water Tower (1923)
- The Enchanted Cottage (1924)
- The Bedroom Window (1924)
- Tarnish (1924)
- Three Women (1924)
- The Mad Whirl (1925)
- Tessie (1925)
- Lady Windermere's Fan (1925)
- Ben-Hur (1925)
- Calf-Love (1926)
- The Road to Glory (1926)
- My Old Dutch (1926)
- The Passionate Quest (1926)
- The Savage (1926)
- The Fire Brigade (1926)
- Matinee Ladies (1927)
- Irish Hearts (1927)

Sonoro
- Slightly Used (1927)
- The Jazz Singer (1927)
- A Reno Divorce (1927)
- If I Were Single (1927)
- The Little Snob (1928)
- Sunny California (1928)
- The Lion and the Mouse (1928)
- Caught in the Fog (1928)
- The Terror] (1928)
- Stolen Kisses (1929)
- No Defense (1929)
- Two Girls on Broadway (1940)
- The New Pupil (1940)
- The Phantom Raiders (1940)
- Dulcy (1940)
- Third Finger, Left Hand (1940)
- Whispers (1941)
- 1-2-3 Go! (1941)
- Love Crazy (1941)
- The Getaway (1941)
- Ringside Maisie (1941)
- Main Street on the March! (1942)
- Born to Sing (1942)
- Mr. Blabbermouth! (1942)
- Assignment in Brittany (1943)
- My Tomato (1943)
- Two Girls and a Sailor (1944)
- Movie Pests (1944)
- Barbary Coast Gent (1944)
- Week-End at the Waldorf (1945)
- The Romance of Rosy Ridge (1947)
- The Unfinished Dance (1947)
- Luxury Liner (1948)
- The Yellow Cab Man (1950)
- Mystery Street (1950)
- Watch the Birdie (1950)
- The Bad and the Beautiful (1952)
- Executive Suite (1954)
- Ransom! (1956)
- The Wings of Eagles (1957)
- Designing Woman (1957)
- Gun Glory (1957)
- Ben-Hur (1959)

## Galería fotográfica

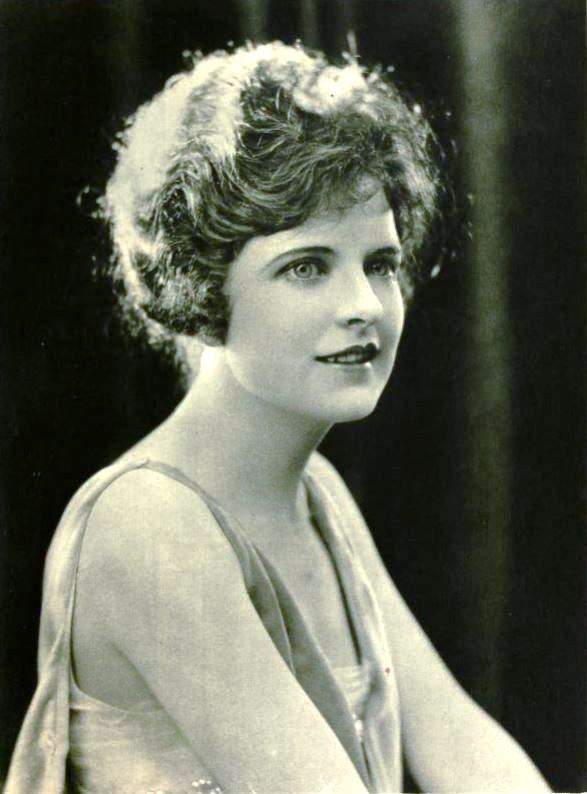
May McAvoy en 1921 en Photoplay
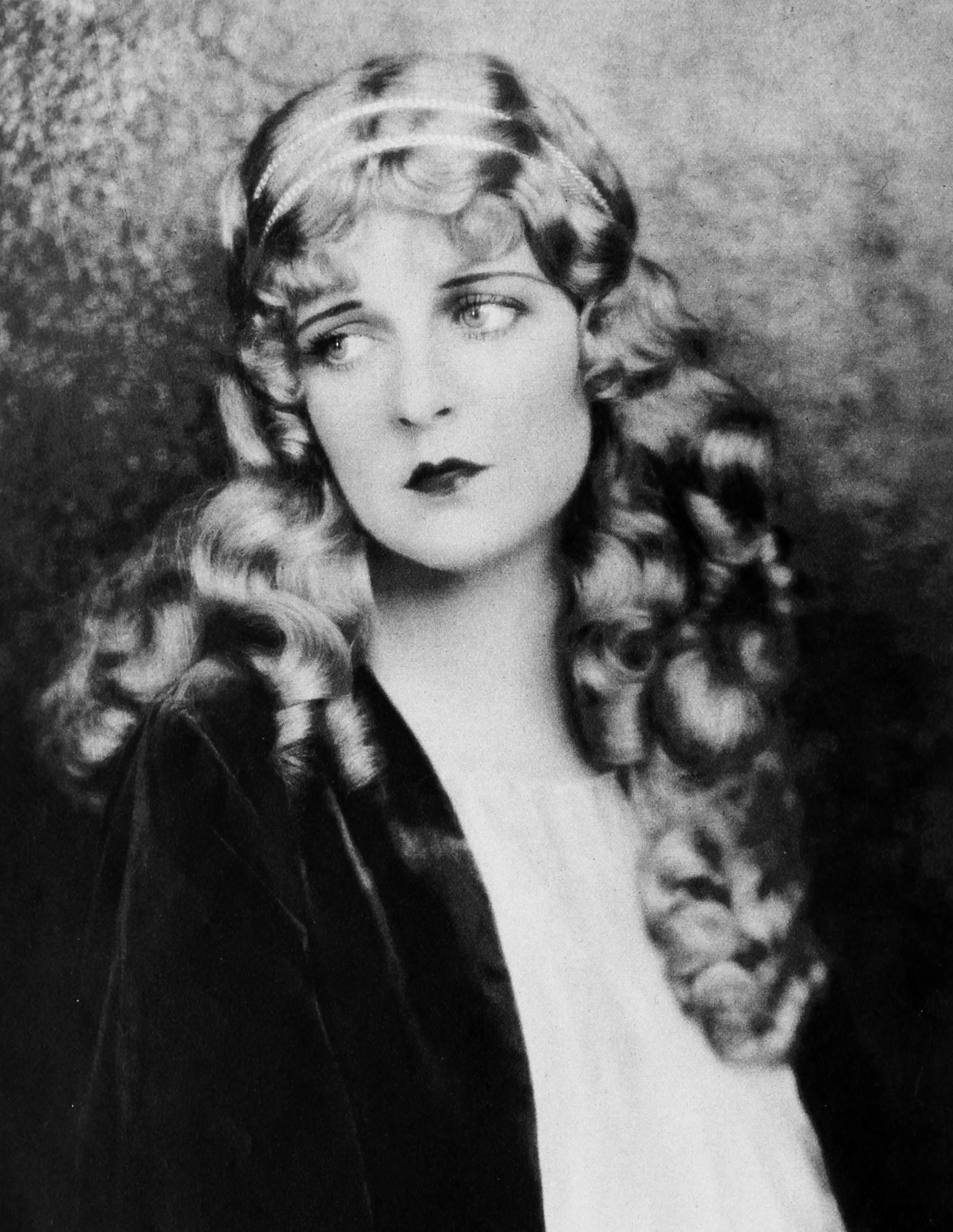
McAvoy como Esther Ben-Hur (1925)
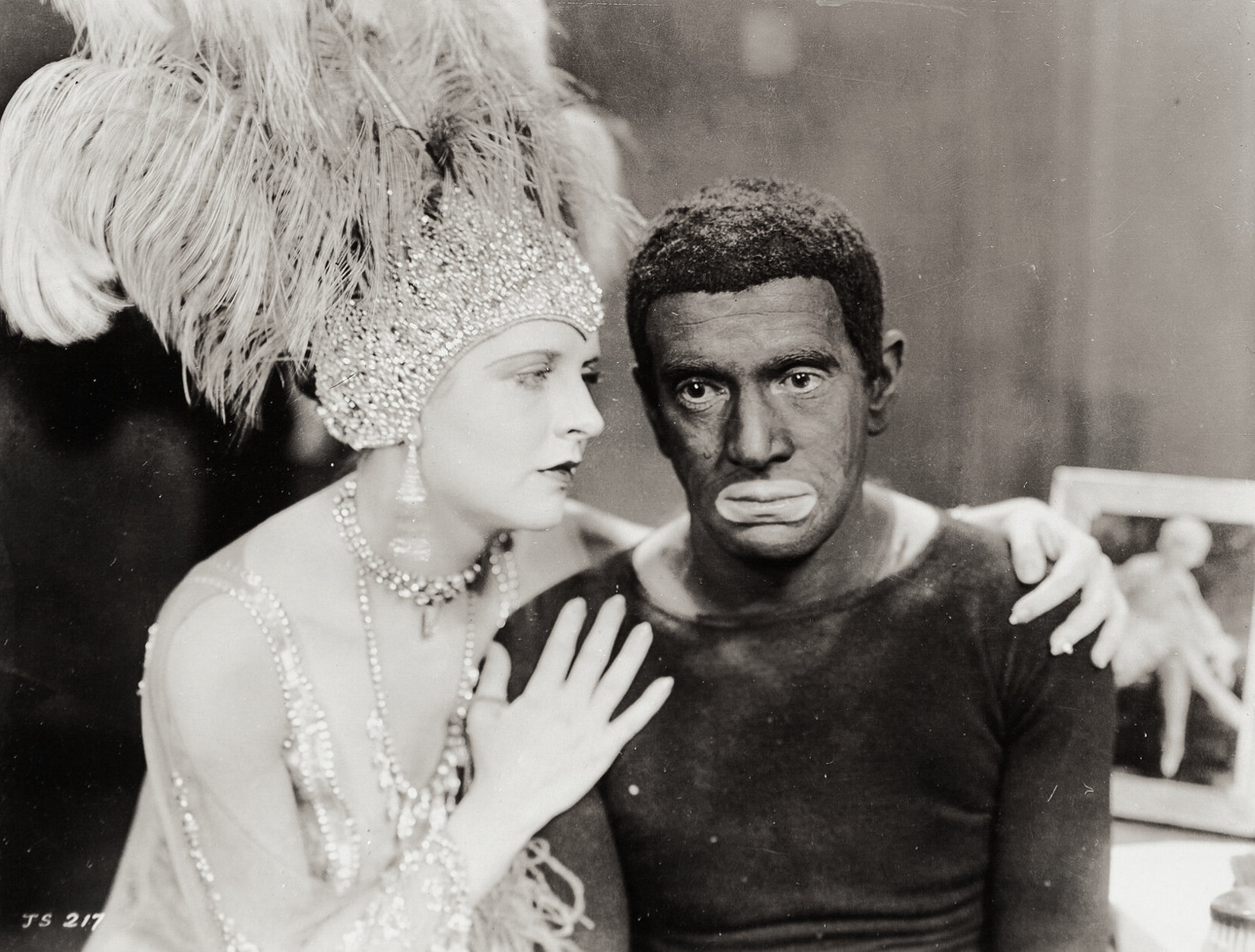
Con Al Jolson en The Jazz Singer (1927)
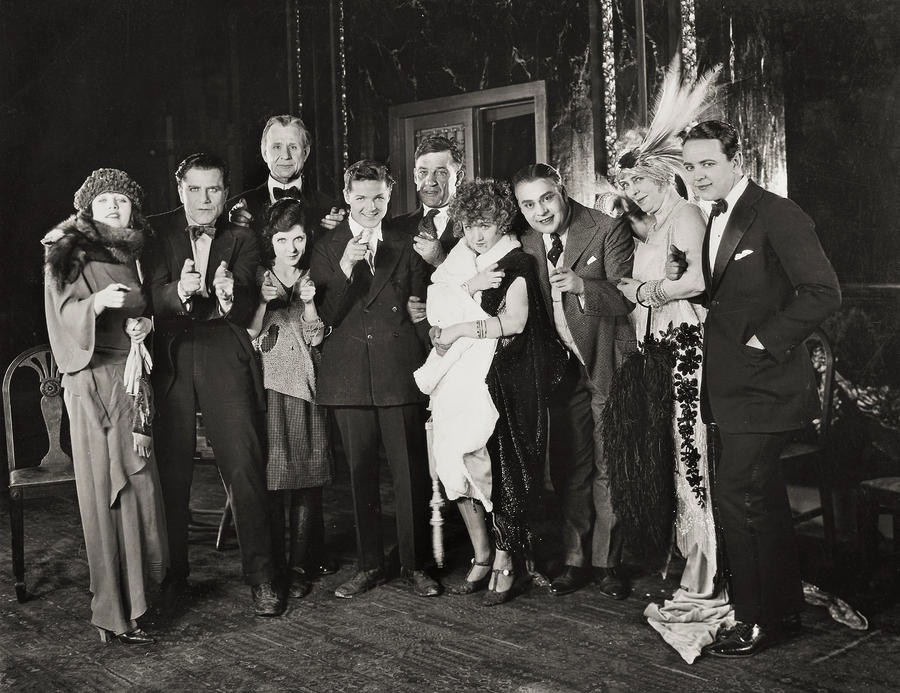
De izq. a dcha.: Betty Compson, Bert Lytell, Charles Ogle, May McAvoy, Gareth Hughes, Walter Long, Kathleen Clifford, Jed Prouty, Mayme Kelso y Robert Agnew, en Kick In (1922)